# Damiano Zanon
Damiano Zanon (L'Aquila, 9 febbraio 1983) è un ex calciatore italiano, di ruolo difensore.

## Caratteristiche tecniche
Terzino destro che, all'occorrenza, sa adattarsi anche a sinistra. È sostanzialmente un terzino di spinta, bravo nelle sovrapposizioni e nel proporsi offensivamente.

## Carriera

### Club
Cresciuto nelle giovanili del Giulianova, dopo alcuni anni trascorsi a cavallo dei campionati semiprofessionisti e professionisti, dove ha collezionato 167 presenze con le maglie di Celano e Cisco Roma, viene acquistato nel mercato estivo del 2009 dal Pescara, nell'ambito del progetto di rinascita societaria attuato dal presidente Giuseppe De Cecco. In quella stessa stagione contribuisce alla promozione in Serie B del Pescara.
Ad agosto 2011, dopo una stagione di Serie B, viene riconfermato dal nuovo mister Zdeněk Zeman.
Con il club abruzzese conquista la promozione in Serie A da titolare. Confermato anche nel massimo campionato italiano, unico superstite del campionato di Prima Divisione 2009-10, debutta in massima serie a 29 anni, nella prima giornata del campionato 2012-13, giocando titolare la sfida casalinga contro l'Inter, terminata con una sconfitta per 0-3. A fine stagione i biancoazzurri non riescono a salvarsi. Il 15 maggio 2013 annuncia tramite Twitter l'addio alla maglia del Pescara dopo quattro anni.
Il 17 luglio 2013 approda al Benevento, squadra con la quale firma un contratto biennale.
Il 30 gennaio 2014 passa in prestito al Bari squadra con la quale raggiunge i play-off di serie B nei quale verranno eliminati dal Latina. Durante l'ultima partita viene impiegato come esterno d'attacco.
Dopo l'esperienza al Bari, si svincola dal Benevento e il 15 luglio 2014 passa al Frosinone firmando un contratto biennale.
Il 31 maggio 2015, in seguito alla prima storica promozione in Serie A del club giallazzurro, diventa cittadino onorario di Frosinone insieme al resto della squadra.
Il 31 agosto 2015 viene ufficializzato il suo passaggio alla Ternana, in Serie B.
Dopo la fine del campionato 2016/2017, rimane svincolato e il 24 luglio 2017 viene reso ufficiale il suo ingaggio da parte del Perugia con la firma di un contratto biennale.
Il 15 dicembre 2018 viene ufficializzato nuovo giocatore del Città di L'Aquila, società militante in Prima Categoria abruzzese nata l’estate dello stesso anno a seguito della mancata iscrizione nel campionato di Serie D della vecchia società, sposando un progetto di rilancio della squadra della sua città natale.
Dopo due campionati vinti in Prima Categoria e Promozione, il 7 settembre 2020 lascia la compagine rossoblù, per farvi ritorno il 22 marzo 2021, dopo una breve parentesi all’Anconitana. Dopo la contestazione conseguente alla sconfitta nello scontro diretto contro il Chieti, il 4 giugno 2021 lascia nuovamente il sodalizio aquilano chiudendo dopo 75 giorni la sua seconda esperienza con il club rossoblù.
Nella stagione successiva gioca con l'Avezzano Calcio in Eccellenza Abruzzo, squadra dalla quale si svincola a fine stagione. 
Il 16 agosto 2023 torna, dopo ventidue anni, in  Eccellenza Abruzzo al Giulianova, Club nel quale è cresciuto.

## Filmografia
- 2015 - Una meravigliosa stagione fallimentare

## Statistiche

### Presenze e reti nei club
Statistiche aggiornate al 4 maggio 2021.
| Stagione        | Squadra         | Campionato      | Campionato | Campionato | Coppe nazionali | Coppe nazionali | Coppe nazionali | Coppe continentali | Coppe continentali | Coppe continentali | Altre coppe | Altre coppe | Altre coppe | Totale | Totale |
| Stagione        | Squadra         | Comp            | Pres       | Reti       | Comp            | Pres            | Reti            | Comp               | Pres               | Reti               | Comp        | Pres        | Reti        | Pres   | Reti   |
| --------------- | --------------- | --------------- | ---------- | ---------- | --------------- | --------------- | --------------- | ------------------ | ------------------ | ------------------ | ----------- | ----------- | ----------- | ------ | ------ |
| 1999-2000       | Giulianova      | C1              | 1          | 0          | CI-C            | 0               | 0               |                    |                    |                    |             |             |             | 1      | 0      |
| 2000-2001       | Giulianova      | C1              | 2          | 0          | CI-C            | 0               | 0               |                    |                    |                    |             |             |             | 2      | 0      |
| 2001-2002       | Castrovillari   | D               | 1          | 0          | CI-D            | 2               | 0               |                    |                    |                    |             |             |             | 3      | 0      |
| 2002-2003       | Celano          | ECC             | 24         | 0          | CI-Dil.         | 6               | 0               |                    |                    |                    |             |             |             | 30     | 0      |
| 2003-2004       | Celano          | D               | 27         | 0          | CI-D            | 2               | 0               |                    |                    |                    |             |             |             | 29     | 0      |
| 2004-2005       | Celano          | D               | 24         | 0          | CI-D            | 1               | 0               |                    |                    |                    |             |             |             | 25     | 0      |
| 2005-2006       | Cisco Roma      | C2              | 14         | 0          | CI-C            | 1               | 0               |                    |                    |                    |             |             |             | 15     | 0      |
| 2006-2007       | Celano          | C2              | 15         | 0          | CI-C            | 3               | 0               |                    |                    |                    |             |             |             | 18     | 0      |
| 2007-2008       | Celano          | C2              | 35         | 1          | CI-C            | 4               | 0               |                    |                    |                    |             |             |             | 39     | 1      |
| 2008-2009       | Celano          | SD              | 32         | 3          | CI+CI-LP        | 1+2             | 0+0             |                    |                    |                    |             |             |             | 35     | 3      |
| Totale Celano   | Totale Celano   | Totale Celano   | 170        | 4          |                 | 19              | 0               |                    | -                  | -                  |             | -           | -           | 189    | 0      |
| 2009-2010       | Pescara         | PD              | 25         | 0          | CI-LP           | 3               | 0               |                    |                    |                    |             |             |             | 28     | 0      |
| 2010-2011       | Pescara         | B               | 35         | 0          | CI              | 0               | 0               |                    |                    |                    |             |             |             | 35     | 0      |
| 2011-2012       | Pescara         | B               | 36         | 0          | CI              | 1               | 0               |                    |                    |                    |             |             |             | 37     | 0      |
| 2012-2013       | Pescara         | A               | 23         | 0          | CI              | 2               | 0               |                    |                    |                    |             |             |             | 25     | 0      |
| Totale Pescara  | Totale Pescara  | Totale Pescara  | 119        | 0          |                 | 6               | 0               |                    | -                  | -                  |             | -           | -           | 125    | 0      |
| 2013-gen. 2014  | Benevento       | 1D              | 16         | 0          | CI+CI-LP        | 3+0             | 0               |                    |                    |                    |             |             |             | 19     | 0      |
| gen.-giu. 2014  | Bari            | B               | 11         | 0          | CI              | -               | -               |                    |                    |                    |             |             |             | 11     | 0      |
| 2014-2015       | Frosinone       | B               | 31         | 0          | CI              | 0               | 0               |                    |                    |                    |             |             |             | 31     | 0      |
| 2015-2016       | Ternana         | B               | 36         | 0          | CI              | -               | -               |                    |                    |                    |             |             |             | 36     | 0      |
| 2016-2017       | Ternana         | B               | 36         | 0          | CI              | 2               | 0               |                    |                    |                    |             |             |             | 38     | 0      |
| Totale Ternana  | Totale Ternana  | Totale Ternana  | 72         | 0          |                 | 2               | 0               |                    | -                  | -                  |             | -           | -           | 74     | 0      |
| 2017-2018       | Perugia         | B               | 20         | 0          | CI              | 2               | 0               |                    |                    |                    |             |             |             | 22     | 0      |
| dic. 2018-2019  | L'Aquila        | Prima Cat.      | 18         | 1          |                 |                 |                 |                    |                    |                    |             |             |             | 18     | 1      |
| 2019-2020       | L'Aquila        | Prom.           | 28         | 3          | CI Prom.        | 5               | 1               |                    |                    |                    |             |             |             | 33     | 4      |
| mar.-giu 2021   | L'Aquila        | Ecc.            | 8          | 0          |                 |                 |                 |                    |                    |                    |             |             |             | 3      | 0      |
| Totale L'Aquila | Totale L'Aquila | Totale L'Aquila | 54         | 4          |                 | 5               | 1               |                    | -                  | -                  |             | -           | -           | 59     | 5      |
| set. -dic. 2020 | Anconitana      | Ecc.            | 4          | 0          | CI Ecc.         | 1               | 0               |                    |                    |                    |             |             |             | 5      | 0      |
| Totale carriera | Totale carriera | Totale carriera | 512        | 8          |                 | 38              | 1               |                    | -                  | -                  |             | -           | -           | 552    | 9      |

## Palmarès

### Club

#### Competizioni nazionali
- Lega Pro Prima Divisione: 1

Pescara: 2009-2010
- Campionato italiano di Serie B: 2

Pescara: 2011-2012
Frosinone: 2014-2015

#### Competizioni regionali
- Eccellenza: 2

Celano: 2002-2003
Avezzano: 2021-2022
- Coppa Italia Dilettanti Abruzzo: 1

Celano: 2002-2003
- Promozione: 1

L'Aquila: 2019-2020
- Prima Categoria: 1

L'Aquila: 2018-2019